# ストーンブリッジ・パーク駅
ストーン・ブリッジパーク駅（ストーン・ブリッジパークえき、英語: Stone Bridge Park station）は、ロンドン、トキントンにあるネットワーク・レールの駅である。ベーカールー線とロンドン・オーバーグラウンドの列車が発着する。
この駅はトラベルカード・ゾーン3に属する。

## 駅構造
2面2線の相対式ホームを持つ地上駅。ホームは南北方向に伸びており、都心部方面行きの列車は南を先頭に、ハーロウ&ウィールドストーン駅行きは北を先頭にして発着する。ベーカールー線は日中10分間隔、夕方や朝のラッシュアワーでは、5分間隔である。当駅の北側にはベーカールー線の車庫がある。そのため、電車が遅れると当駅どまりになる列車が多い。

## 周辺
駅の周辺は、住宅が立ち並び、駅北側に車庫がある。また、駅近くからIKEAへの無料バスが出ている。
駅前からロンドンバスルート112とルート440、通学バスルート661が発着している。またハーロウ・ロードからロンドンバスルート18、深夜バスルートN18が発着している。

## 隣の駅
ロンドン交通局
ロンドン地下鉄
■ベーカールー線
ハールスデン駅  - ストーン・ブリッジパーク駅 - ウェンブリー・セントラル駅
■ロンドン・オーバーグラウンド
ワトフォードDC線
ハールスデン駅  - ストーン・ブリッジパーク駅 - ウェンブリー・セントラル駅

## ギャラリー

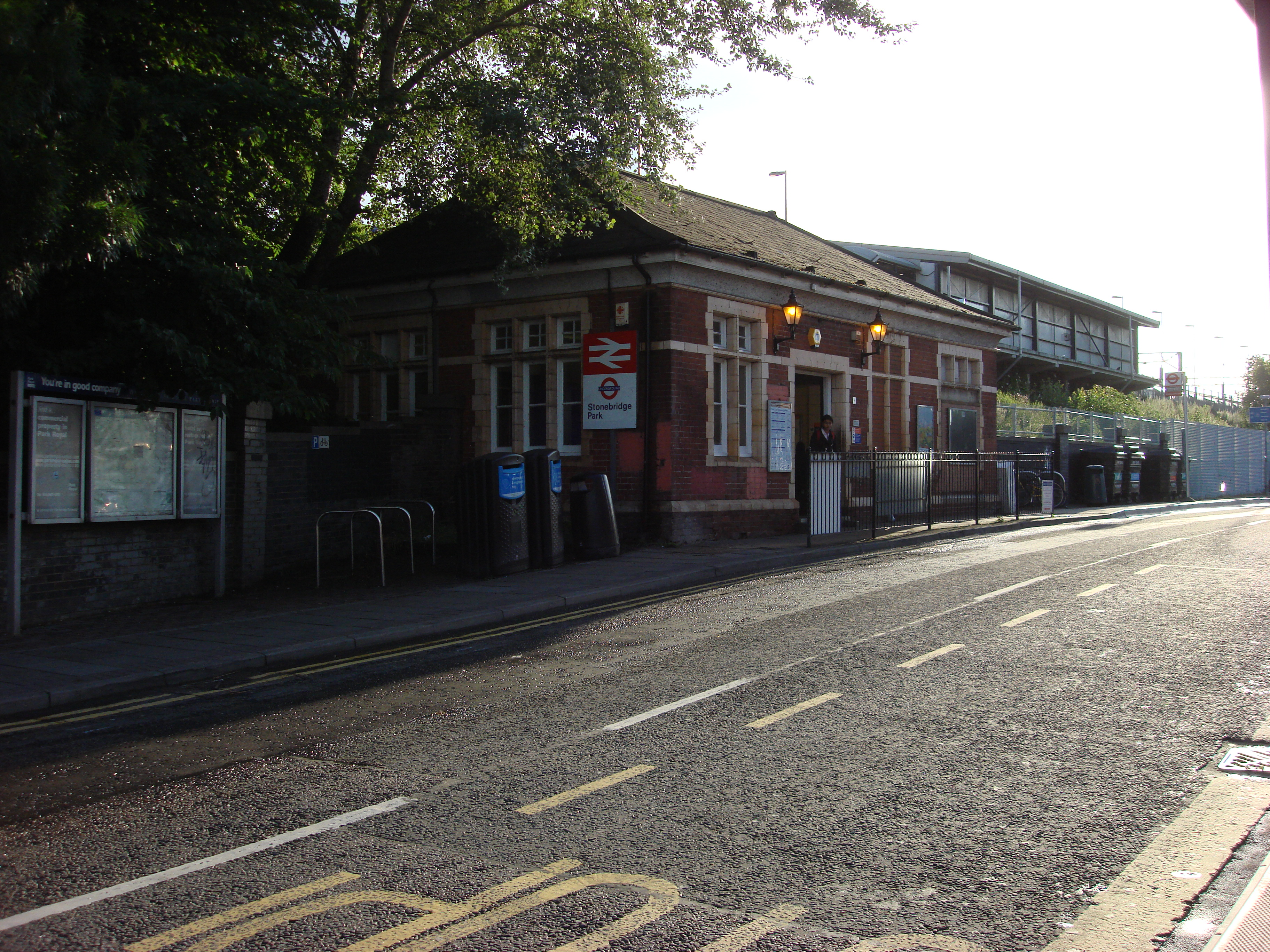
駅舎
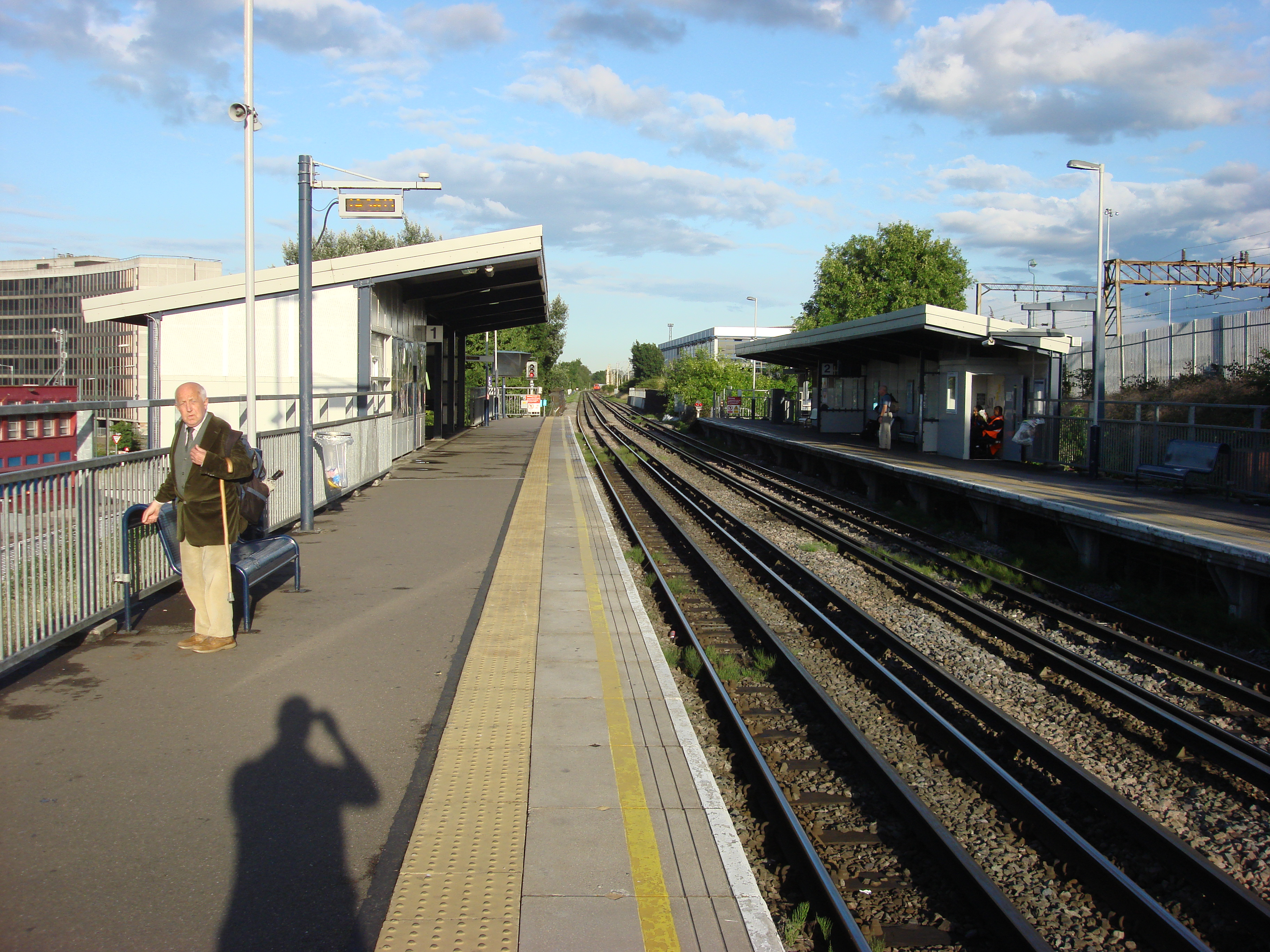
南側のプラットホーム
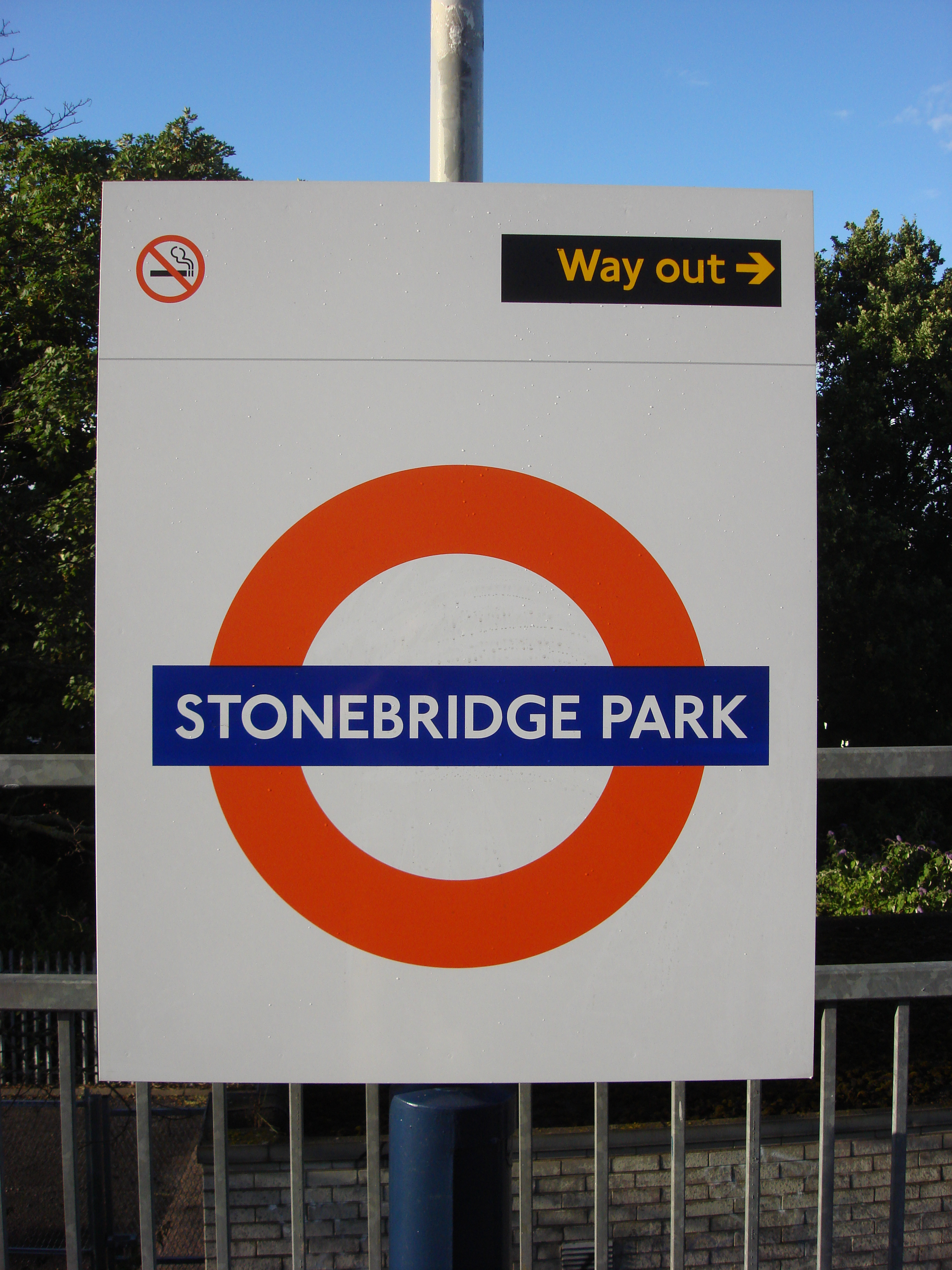
円形のマーク